# Napowietrzanie wody
Napowietrzanie wody – proces jednostkowy w procesach przetwarzania wody. Stosowany w celu usunięcia niestabilnych pierwiastków, takich jak żelazo, mangan, związki siarki, które mogą powodować trudności technologiczne, takie jak wytrącanie się drobnych czarnych cząstek (dla Mn i Fe). Napowietrzanie usuwa z wody gazy rozpuszczone (CO2, H2S, CH4 i inne) mogące wpływać na smak i zapach oraz zwiększa zawartość tlenu, który (wprowadzony do wody) stwarza warunki do hydrolizy i utleniania związków żelaza i manganu oraz zapobiega powstawaniu środowiska redukcyjnego, mogącego pogłębić problemy smaku i zapachu. Z reguły proces ten poprzedza filtrację mechaniczną na filtrach piaskowych lub dekantację, gdzie następuje sedymentacja osadów.

## Napowietrzanie wody powietrzem wzbogaconym w ozon
Napowietrzanie wody powietrzem wzbogaconym w ozon – jest to proces napowietrzania wody mieszaniną powietrza i niewielkiej ilości ozonu celem odseparowywania naturalnie występujących w wodach podziemnych substancji. Technologia ta zwiększa efektywności procesu usuwania naturalnie występujących w tego typu wodach substancji nietrwałych, jak związków żelaza, manganu, siarki (II), których nadmiar może powodować występowanie charakterystycznego dla tych wód zapachu. Ilość dodawanego ozonu nie może przekroczyć wielkości niezbędnej do przeprowadzenia tego procesu. Ozon jest gazem bardzo reaktywnym, ale równocześnie nietrwałym. Czas połowicznego rozpadu wynosi od kilku sekund do kilku minut. Ozon użyty do wzbogacenia powietrza użytego na potrzeby procesu technologicznego nie wchodzi w skład napowietrzanej wody, bardzo szybko naturalnie zamienia się w tlen. Napowietrzanie powietrzem wzbogaconym w ozon usuwa niepożądany zapach, ale jednocześnie pozostaje neutralny w stosunku do kompozycji mineralnej decydującej o właściwościach wody. Ilość ozonu używana w procesach napowietrzania wód pitnych jest minimalna i pozwala jedynie usunąć nieprzyjemne związki zapachowe. Oznacza to, że woda poddana takiemu procesowi pozostaje naturalnie czysta i jest całkowicie bezpieczna dla każdego.
Procesy napowietrzania wody oraz napowietrzania wody powietrzem wzbogaconym w ozon mogą być wykorzystywane przy rozlewie naturalnych wód mineralnych i źródlanych, jednak z zastrzeżeniem, że ich zastosowanie:
- jest uzasadnione w odniesieniu do składu wody;
- nie dopuszcza do pogarszania jakości wody pod względem mikrobiologicznym ani zmiany składu naturalnego wód mineralnych i źródlanych w odniesieniu do podstawowych składników, które nadają im ich właściwości;
- ma zastosowanie wyłącznie do usuwania składników naturalnie obecnych w wodzie i nie wynikających z chemicznego lub mikrobiologicznego zanieczyszczenia źródła;
- zapewnia że maksymalne dopuszczalne zawartości składników pozostałych lub powstałych podczas napowietrzania naturalnej wody mineralnej lub wody źródlanej powietrzem wzbogaconym w ozon nie przekraczają określonych przepisami wielkości[2].

Nasycanie naturalnych wód mineralnych i naturalnych wód źródlanych powietrzem wzbogaconym w ozon może być stosowane po uprzednim powiadomieniu przez producenta obu rodzajów wód, właściwego dla miejsca produkcji państwowego inspektora sanitarnego.

## Proces napowietrzania: przebieg
Napowietrzanie wody przeprowadza się w urządzeniach nazywanych aeratorami, wyposażonymi w mieszacze powietrza z wodą. Aeratory stosowane do napowietrzania naturalnych wód mineralnych i źródlanych to najczęściej zbiorniki zamknięte, w których mieszanie wody z powietrzem następuje pod ciśnieniem. Powietrze stosowane do napowietrzania musi być wolne od wszelkich zanieczyszczeń fizycznych i mikrobiologicznych. W przypadku napowietrzania powietrzem wzbogaconym w ozon, do wytwarzania ozonu stosuje się generatory ozonu (ozonatory). Suche, czyste powietrze przepływa w nich przez komorę cichych wyładowań elektrycznych uzyskiwanych pod wpływem działania prądu zmiennego o napięciu 10-20 kV. Powietrze po opuszczeniu komory zawiera ok. 0,5% do 1,5% ozonu i wprowadzane jest do wody najczęściej za pomocą inżektora zainstalowanego w obiegu cyrkulacji wody. Do zapewnienia właściwego czasu kontaktu powietrza z domieszką ozonu z wodą stosuje się zbiornik reakcyjny o właściwie dobranej objętości w zależności od wydajności instalacji. Nadmiar ozonu uwalniany jest do destruktora ozonu i w postaci tlenu wyprowadzany jest na zewnątrz instalacji.